# Districtul Dêqên
Districtul Dêqên sau Deqin (în chineză: 德钦县, în tibetană བདེ་ཆེན་རྫོང་) este un district administrativ din nord-vestul provinciei Yunnan a Chinei, situat în partea de sud a provinciei tradiționale Kham din estul Tibetului. El face parte din punct de vedere administrativ din prefectura autonomă tibetană Diqing. 
Numele districtului provine de la exploratorul-misionar belgian Constant De Deken, care a desfășurat activitatea misionară în China și apoi în Congo Belgian. Regele Leopold al II-lea era în căutarea unor noi colonii, iar Constant De Deken a fost însărcinat să pună în aplicare acest proiect. 
În 1881 el a ajuns în Vicariatul Apostolic de Kan-Su-Koukounor (actuala provincie Gansu) și și-a continuat misiunea în Tibet și în China până în 1891. (Vezi De Deken, C., Dwars door Azië, Clément Thibaut, Antwerpen, 1902, 400 p.) Preotul Deqen a părăsit China în acel an.

## Geografie și climă
Districtul Dêqên ocupă colțul nord-vestic al prefecturii Diqing și are o latitudine ce variază între 27° 33'−29° 15' N și o longitudine ce variază între 98° 36'−99° 33' E, acoperind o suprafață de 7596 km2. El se învecinează la nord-vest cu regiunea autonomă Tibetși la nord-est cu provincia Sichuan. Este situat în partea centrală a Munților Hengduan și cuprinde văile râurilor Salween, Mekong și Jinsha.
Aflat la o altitudine de 3.300 de metri, districtul Dêqên se află în zona de tranziție dintre climatul subtropical montan (Köppen Cwb) și climatul continental umed (Köppen Dwb), care este remarcabilă datorită latitudinii sale. Astfel, temperaturile maxime rămân pe tot parcursul anului peste temperatura de îngheț, la fel ca în Lhasa și Shigatse; valorile minime sunt sub temperatura de îngheț din noiembrie până în martie și temperatura medie este de -2,1 °C (28,2 °F) în ianuarie, 12,7 ºC (54,9 °F) în iulie, în timp ce media anuală este de 5,65 °C (42,2 °F). Cu toate acestea, orașul este puțin mai cald în timpul iernii decât Shangri-La (aflat la est), în ciuda faptului că se află la o altitudine mai mare, datorită situării sale mai la sud. Ploile cad în principal între lunile iunie și septembrie, totalizând aproape 60% din totalul anual de 622 mm; ninsorile sunt rare, dar cauzează încă probleme de transport în timpul iernii. Cu un procent lunar de zile însorite, cuprins între 29% în iulie și 62% în decembrie, districtul are parte de 1.989 ore însorite anual, iar zilele de toamnă și iarnă sunt mai însorite decât cele de primăvară și vară.
| Date climatice pentru Districtul Dêqên (1971−2000) | Date climatice pentru Districtul Dêqên (1971−2000) | Date climatice pentru Districtul Dêqên (1971−2000) | Date climatice pentru Districtul Dêqên (1971−2000) | Date climatice pentru Districtul Dêqên (1971−2000) | Date climatice pentru Districtul Dêqên (1971−2000) | Date climatice pentru Districtul Dêqên (1971−2000) | Date climatice pentru Districtul Dêqên (1971−2000) | Date climatice pentru Districtul Dêqên (1971−2000) | Date climatice pentru Districtul Dêqên (1971−2000) | Date climatice pentru Districtul Dêqên (1971−2000) | Date climatice pentru Districtul Dêqên (1971−2000) | Date climatice pentru Districtul Dêqên (1971−2000) | Date climatice pentru Districtul Dêqên (1971−2000) |
| Luna                                               | Ian                                                | Feb                                                | Mar                                                | Apr                                                | Mai                                                | Iun                                                | Iul                                                | Aug                                                | Sep                                                | Oct                                                | Nov                                                | Dec                                                | Anual                                              |
| -------------------------------------------------- | -------------------------------------------------- | -------------------------------------------------- | -------------------------------------------------- | -------------------------------------------------- | -------------------------------------------------- | -------------------------------------------------- | -------------------------------------------------- | -------------------------------------------------- | -------------------------------------------------- | -------------------------------------------------- | -------------------------------------------------- | -------------------------------------------------- | -------------------------------------------------- |
| Maxima medie °C (°F)                               | 4.1 (39,4)                                         | 4.5 (40,1)                                         | 6.8 (44,2)                                         | 10.1 (50,2)                                        | 15.0 (59)                                          | 17.9 (64,2)                                        | 18.1 (64,6)                                        | 17.7 (63,9)                                        | 15.9 (60,6)                                        | 12.8 (55)                                          | 8.8 (47,8)                                         | 5.6 (42,1)                                         | 11,4 (52,6)                                        |
| Media zilnică °C (°F)                              | −2.1 (28,2)                                        | −1.2 (29,8)                                        | 1.2 (34,2)                                         | 4.3 (39,7)                                         | 9.0 (48,2)                                         | 12.4 (54,3)                                        | 12.7 (54,9)                                        | 12.4 (54,3)                                        | 10.6 (51,1)                                        | 6.9 (44,4)                                         | 2.4 (36,3)                                         | −0.8 (30,6)                                        | 5,7 (42,3)                                         |
| Minima medie °C (°F)                               | −6.2 (20,8)                                        | −5 (23)                                            | −2.4 (27,7)                                        | 0.6 (33,1)                                         | 4.7 (40,5)                                         | 8.6 (47,5)                                         | 9.6 (49,3)                                         | 9.4 (48,9)                                         | 7.7 (45,9)                                         | 3.3 (37,9)                                         | −1.6 (29,1)                                        | −5 (23)                                            | 2,0 (35,6)                                         |
| Minima istorică °C (°F)                            | −13.3 (8,1)                                        | −11.5 (11,3)                                       | −8.4 (16,9)                                        | −4.7 (23,5)                                        | −1.6 (29,1)                                        | 2.7 (36,9)                                         | 3.6 (38,5)                                         | 4.0 (39,2)                                         | −0.1 (31,8)                                        | −2.8 (27)                                          | −11.5 (11,3)                                       | −12 (10)                                           | −13,3 (8,1)                                        |
| Precipitații mm (inches)                           | 8.8 (0.346)                                        | 19.0 (0.748)                                       | 52.3 (2.059)                                       | 56.8 (2.236)                                       | 47.0 (1.85)                                        | 60.8 (2.394)                                       | 118.5 (4.665)                                      | 112.2 (4.417)                                      | 73.1 (2.878)                                       | 46.9 (1.846)                                       | 19.8 (0.78)                                        | 6.9 (0.272)                                        | 622,1 (24,492)                                     |
| Umiditate [%]                                      | 57                                                 | 65                                                 | 72                                                 | 73                                                 | 70                                                 | 77                                                 | 83                                                 | 83                                                 | 82                                                 | 74                                                 | 62                                                 | 54                                                 | 71,0                                               |
| Nr. de zile cu precipitații (≥ 0.1 mm)             | 6.5                                                | 10.2                                               | 14.4                                               | 13.4                                               | 12.4                                               | 15.5                                               | 21.6                                               | 20.7                                               | 15.9                                               | 9.1                                                | 5.3                                                | 3.6                                                | 148,6                                              |
| Ore însorite                                       | 191.1                                              | 159.6                                              | 168.2                                              | 161.0                                              | 190.9                                              | 157.9                                              | 125.1                                              | 133.5                                              | 133.4                                              | 179.1                                              | 191.2                                              | 198.3                                              | 1.989,3                                            |
| Sursă: China Meteorological Administration         |                                                    |                                                    |                                                    |                                                    |                                                    |                                                    |                                                    |                                                    |                                                    |                                                    |                                                    |                                                    |                                                    |

## Demografie
Populația districtului era de 58.348 locuitori în 1999.

## Cultură
- Biserica catolică din Cizhong, biserică romanică construită de misionarii francezi în secolele al XIX-lea și al XX-lea, distrusă în urma unui incendiu și reconstruită între 1907 și 1911.

## Turism
- Meili Xueshan, un masiv situat la granița dintre regiunea autonomă Tibet și provincia Yunnan al cărui vârf cel mai înalt este Khawa Karpo (6.740 m).

## Legături externe
- zh  Site-ul administrației Arhivat în 26 decembrie 2008, la Wayback Machine.
- Fotografii din districtul Dêqên pe site-ul Panoramio Arhivat în 19 decembrie 2014, la Wayback Machine.
- Film de pe drumul către Deqin